# 托格日尕孜乡
托格日尕孜乡，是中华人民共和国新疆维吾尔自治区和田地區于田县下辖的一个乡镇级行政单位。

## 行政区划
托格日尕孜乡下辖以下地区：
巴什库木巴格村、托万库木巴格村、博热克其村、亚喀兰干村、托格日尕孜村、喀日巴格村、恰喀村、央塔克库勒村、乌尊博孜村、吉格代勒克巴格村和亚喀萨热依村。